# バンディバンディ
バンディバンディ（Vermicella annulata）は、有鱗目コブラ科バンディバンディ属に分類されるヘビ。別名ヒガシバンディバンディ。オーストラリアの固有種。

## 分布
オーストラリア東部に生息。

## 形態
全長は60〜80cm。白と黒または黄色の帯模様が特徴。

## 生態
砂漠や平地の森など、さまざまな環境に生息し、夜行性で、普段は地中に隠れているおとなしい性格をしている。威嚇すると胴の一部を持ち上げて輪をつくり、踊るように飛び跳ねる。食性は肉食で、小型の蛇などを食べる。特にメクラヘビ専食。卵生で、卵は一度に8個ほどを土の中に産む。

### 毒
毒性は弱いが、警告色で敵に毒を持っていることを警告している。